# Richard Ringer
Richard Ringer (Überlingen, 27 febbraio 1989) è un mezzofondista e maratoneta tedesco.

## Palmarès
| Anno | Manifestazione           | Sede           | Evento         | Risultato | Prestazione | Note                                     |
| ---- | ------------------------ | -------------- | -------------- | --------- | ----------- | ---------------------------------------- |
| 2007 | Europei U20              | Hengelo        | 5000 m piani   | 13º       | 15'16"03    |                                          |
| 2008 | Mondiali U20             | Bydgoszcz      | 1500 m piani   | Batteria  | 3'50"77     |                                          |
| 2011 | Europei U23              | Ostrava        | 5000 m piani   | 7º        | 14'24"86    |                                          |
| 2013 | Universiadi              | Kazan'         | 1500 m piani   | Bronzo    | 13'37"18    |                                          |
| 2014 | Europei                  | Zurigo         | 5000 m piani   | 4º        | 14'10"92    |                                          |
| 2015 | Europei indoor           | Praga          | 3000 m piani   | 5º        | 7'48"44     |                                          |
| 2015 | Mondiali                 | Pechino        | 5000 m piani   | 14º       | 14'03"72    |                                          |
| 2016 | Europei                  | Amsterdam      | 5000 m piani   | Bronzo    | 13'40"85    |                                          |
| 2016 | Giochi olimpici          | Rio de Janeiro | 5000 m piani   | Batteria  | 14'05"01    |                                          |
| 2017 | Europei indoor           | Belgrado       | 3000 m piani   | Bronzo    | 8'01"01     |                                          |
| 2017 | Mondiali                 | Londra         | 5000 m piani   | Batteria  | 13'36"87    |                                          |
| 2018 | Mondiali indoor          | Birmingham     | 3000 m piani   | Batteria  | dq          |                                          |
| 2018 | Europei                  | Berlino        | 10000 m piani  | dnf       | dnf         |                                          |
| 2019 | Mondiali                 | Doha           | 5000 m piani   | Batteria  | 13'49"20    |                                          |
| 2021 | Giochi olimpici          | Tokyo          | Maratona       | 26º       | 2h16'08"    |                                          |
| 2022 | Europei                  | Monaco         | Maratona       | Oro       | 2h10'21"    | Miglior prestazione personale stagionale |
| 2023 | Mondiali corsa su strada | Riga           | Mezza maratona | 38º       | 1h02'47"    |                                          |
| 2024 | Europei                  | Roma           | Mezza maratona | 28º       | 1h03'53"    | Miglior prestazione personale stagionale |
| 2024 | Europei                  | Roma           | A squadre      | Bronzo    | 3h05'33"    |                                          |
| 2024 | Giochi olimpici          | Parigi         | Maratona       | 12º       | 2h09'18"    | Miglior prestazione personale stagionale |

## Campionati nazionali
2011
- Argento ai campionati tedeschi, 5000 m piani - 14'02"08
- Oro ai campionati tedeschi indoor, 3000 m piani - 8'11"25

2012
- 5º ai campionati tedeschi, 5000 m piani - 14'03"93

2014
- Oro ai campionati tedeschi, 5000 m piani - 13'43"45
- Oro ai campionati tedeschi, 10000 m piani - 28'28"96

2015
- Oro ai campionati tedeschi, 5000 m piani - 14'04"05
- Oro ai campionati tedeschi indoor, 3000 m piani - 8'29"57

2016
- Oro ai campionati tedeschi, 5000 m piani - 13'51"88

2017
- Oro ai campionati tedeschi, 5000 m piani - 14'15"90
- Oro ai campionati tedeschi indoor, 3000 m piani - 7'59"68

2018
- Oro ai campionati tedeschi indoor, 3000 m piani - 7'46"18

2019
- Oro ai campionati tedeschi, 5000 m piani - 14'01"69
- Oro ai campionati tedeschi, 10000 m piani - 28'28"89

2021
- Bronzo ai campionati tedeschi di 10 km su strada - 28'54"

2023
- Oro ai campionati tedeschi di mezza maratona - 1h01'44"
- Oro ai campionati tedeschi di 10 km su strada - 29'24"

## Altre competizioni internazionali
2013
- Campionati europei a squadre di atletica leggera ( Gateshead)

2014
- Campionati europei a squadre di atletica leggera ( Braunschweig)

2017
- 6º al Birmingham Grand Prix ( Birmingham), 3000 m piani - 7'49"92

2018
- Oro in Coppa Europa dei 10000 metri ( Londra) - 27'36"52
- 4º alla Zevenheuvelenloop ( Nimega), 15 km - 43'40"
- 10º al Bauhaus-Galan ( Stoccolma), 5000 m piani - 13'37"37

2019
- 6º al Memorial Van Damme ( Bruxelles), 5000 m piani - 13'25"12
- 19º all'Athletissima ( Losanna), 5000 m piani - 13'44"58

2020
- 36º alla Maratona di Valencia ( Valencia) - 2h10'59"

2022
- 9º alla Zevenheuvelenloop ( Nimega), 15 km - 43'24"

2023
- 19º alla Maratona di Valencia ( Valencia) - 2h07'05"
- 6º alla Maratona di Amburgo ( Amburgo) - 2h08'08"
- 6º alla Mezza maratona di Barcellona ( Barcellona) - 1h01'09"
- 4º alla MonacoRun ( Monaco), 5 km - 13'32"

2024
- 14º alla Maratona di Valencia ( Valencia) - 2h05'46"
- 29º alla Mezza maratona di Valencia ( Valencia) - 1h02'01"